# Nikołaj Gass
Nikołaj Fierdinantowicz Gass, ros. Николай Фердинантович Гасс (ur. 1903 w Melitopolu, zm. 21 lub 22 września 1944 w Stróżach Małych) – radziecki oficer.

## Życiorys
Brał udział w II wojnie światowej w szeregach Armii Czerwonej. Służył w stopniu starszego porucznika (ros. старший лейтенант). Pełnił funkcję dowódcy kompanii strzelców w 325 Gwardyjskim Pułku Strzeleckim w składzie 125 Dywizji Strzeleckiej. Wraz z frontem wschodnim dotarł na tereny polskie. Został ciężko ranny 8 września 1944 podczas walk I Gwardyjskiej Armii z Niemcami. Przebywał w szpitalu polowym w Stróżach Małych pod Sanokiem, ulokowanym w nieistniejącym budynku szkoły. Zmarł, według różnych źródeł 21 lub 22 września 1944.

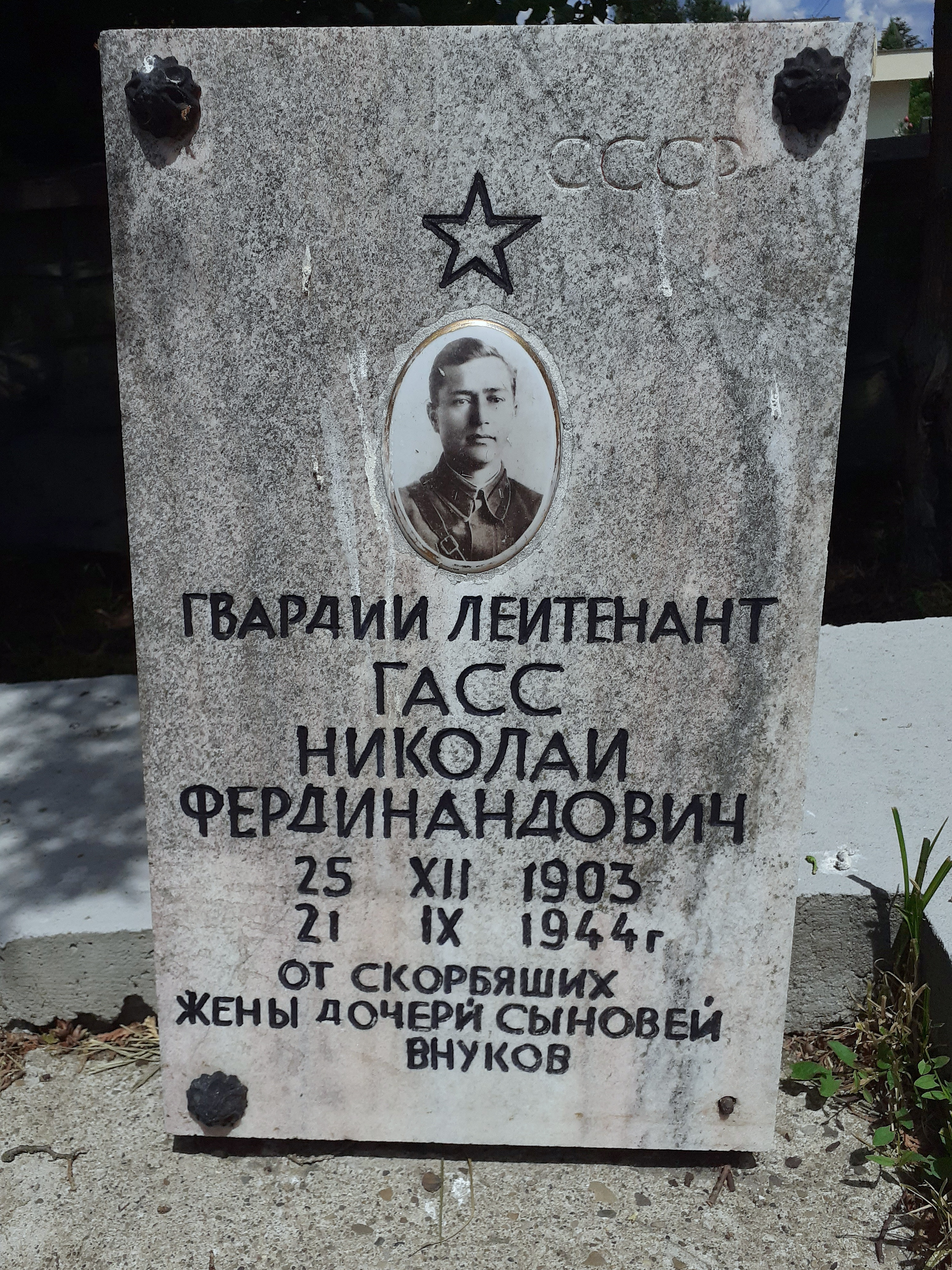
Upamiętnienie Nikołaja Gassa w miejscu pochówku w Sanoku

Pierwotnie został pochowany na cmentarzu w Stróżach Małych. Po ekshumacji jego szczątki zostały przeniesione do mogiły nr 21 w kwaterze żołnierzy Armii Czerwonej na cmentarzu komunalnym w Sanoku.
Jego żoną była Kławdija (Klaudia), z którą miał czworo dzieci: Margeritę, Eduarda, Swietłanę, Jurija.